# Lahar

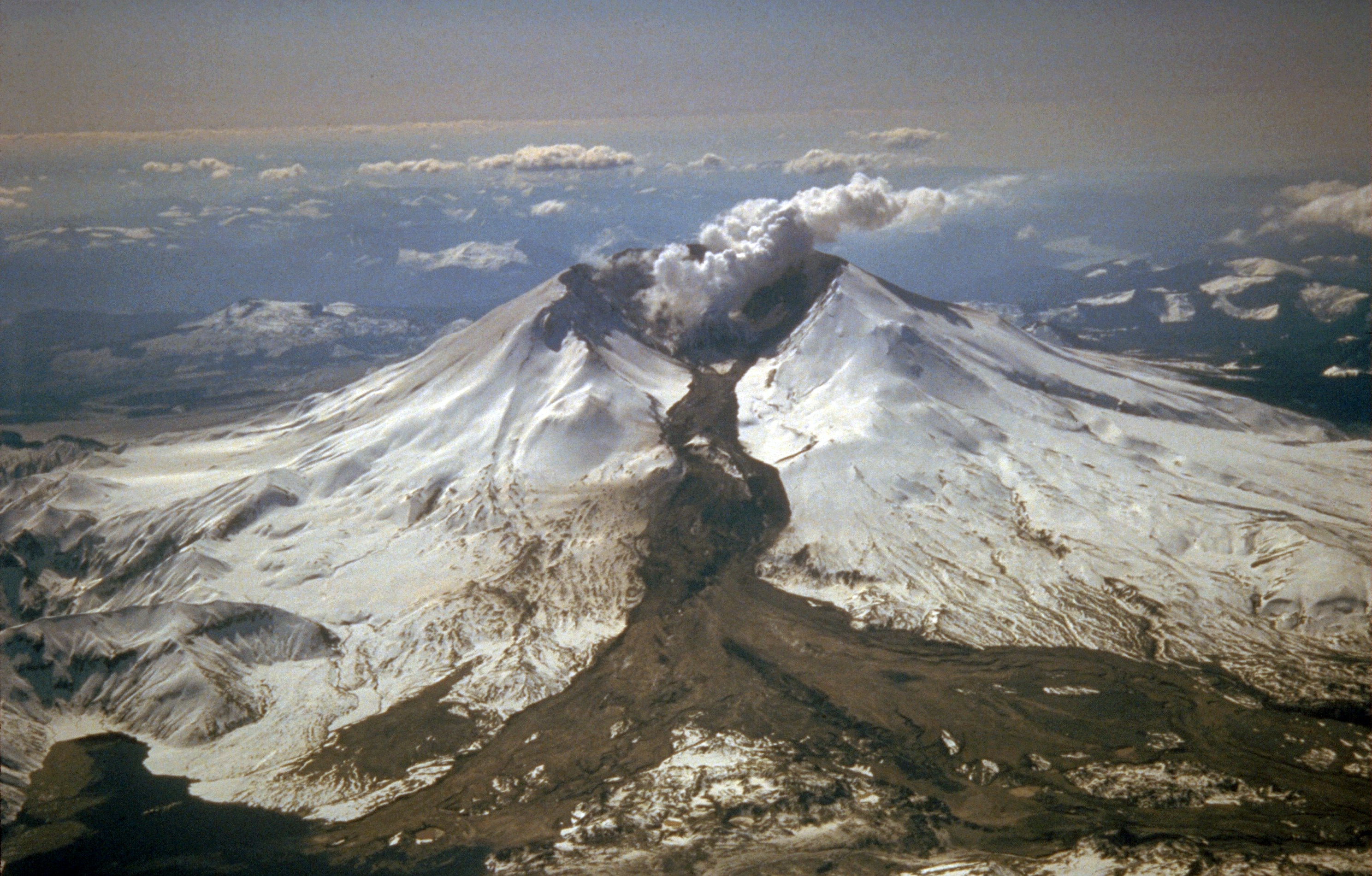
Lahar po erupcji Mount St. Helens w 1982 roku

Lahar, spływ popiołowy – rodzaj katastrofy naturalnej podobnej do powodzi, wywołanej przez aktywność wulkaniczną, polegający na gwałtownym spływie lawin błotnych.

## Przyczyny
Zjawisko spływu popiołowego zachodzi gdy materiał piroklastyczny – gorące popioły wulkaniczne mieszają się z wodą pochodzącą ze skraplania pary wydobywającej się podczas wybuchu. Innym źródłem wody może być stopiony śnieg, lodowiec albo woda z istniejącego wcześniej jeziora kalderowego. Powstała w ten sposób błotnista rzeka spływa po stoku stożka wulkanicznego z dużą prędkością – czasem do 100 km/h – i zabiera ze sobą skały, głazy i drobniejsze kamienie, często także lodowe bryły, które niesie niekiedy na duże odległości. Prócz niszczących skutków szybko spływających mas wód i błota lahar niesie również ze sobą chemiczne zanieczyszczenia wulkaniczne, zwłaszcza jeśli woda pochodzi z jeziora kalderowego w kraterze wulkanu.

## Lahary w przeszłości
Powstały po wybuchu wulkanu Nevado del Ruiz (Kolumbia) lahar zalał w 1985 oddalone o 47 km od wulkanu miasto Armero, zabijając 23 tys. ludzi.
Inne tego rodzaju zdarzenie, na mniejszą znacznie skalę, miało miejsce w Nowej Zelandii w grudniu 1953, kiedy w pobliżu miejscowości Tangiwai spływający z jeziora w kraterze wulkanu Ruapehu kwaśny lahar zerwał most kolejowy tuż przed przejeżdżającym ekspresem z Wellington do Auckland. Maszyniści nie zdołali zatrzymać pociągu i lokomotywa wraz z sześcioma wagonami spadła w przepaść. Zginęło 151 osób, a szczątki pociągu zniesione zostały na odległość kilku, a ciała i bagaż zabitych – kilkunastu kilometrów.
Po wybuchu Pinatubo w czerwcu 1991 lahar wytworzył się z popiołów wulkanicznych zmieszanych z wodami tropikalnych ulew przechodzącego akurat przez Filipiny tajfunu i zalał setki hektarów ziemi zabijając 143 osoby (ogółem liczba ofiar Pinatubo była większa i wyniosła 364 zabitych, w tym 221 bezpośrednio w wyniku opadów piroklastycznych oraz ok. 700 zmarłych na skutek wybuchłej w miejscu katastrofy epidemii).
Lahary spływające z jawajskiego wulkanu Kelud pochłonęły 10 tysięcy ofiar w 1586 i później jeszcze raz, ok. 5 tys. w 1919.